# Droga R21 (Rosja)
Droga federalna R21 «Kola» (ros. Р-21 «Ко́ла») – droga federalna znajdująca się na terenie Rosji. Trasa rozpoczyna swój bieg w Sankt Petersburgu, następnie podążając przez Miedwieżjegorsk, Kiem, Kandałaksza i Borisoglebski, kończy w Murmańsku. Do końca 2017 roku posiadała także oznaczenie M18.

## Trasy międzynarodowe
Na całej długości pokrywa się z biegiem trasy europejskiej E105.